# آرم (هلند)
آرم (به هلندی: Arum) یک منطقهٔ مسکونی در هلند است که در سودوست-فریسلان واقع شده‌است. آرم ۱٬۰۷۵ نفر جمعیت دارد.